# Rumbio (Panyabungan Utara)
Rumbio is een bestuurslaag in het regentschap Mandailing Natal van de provincie Noord-Sumatra, Indonesië. Rumbio telt 1379 inwoners (volkstelling 2010).